# Plexippica verberata
Plexippica verberata är en fjärilsart som beskrevs av Edward Meyrick 1912. Plexippica verberata ingår i släktet Plexippica och familjen spinnmalar. Inga underarter finns listade i Catalogue of Life.